# Sergio Galindo Sánchez

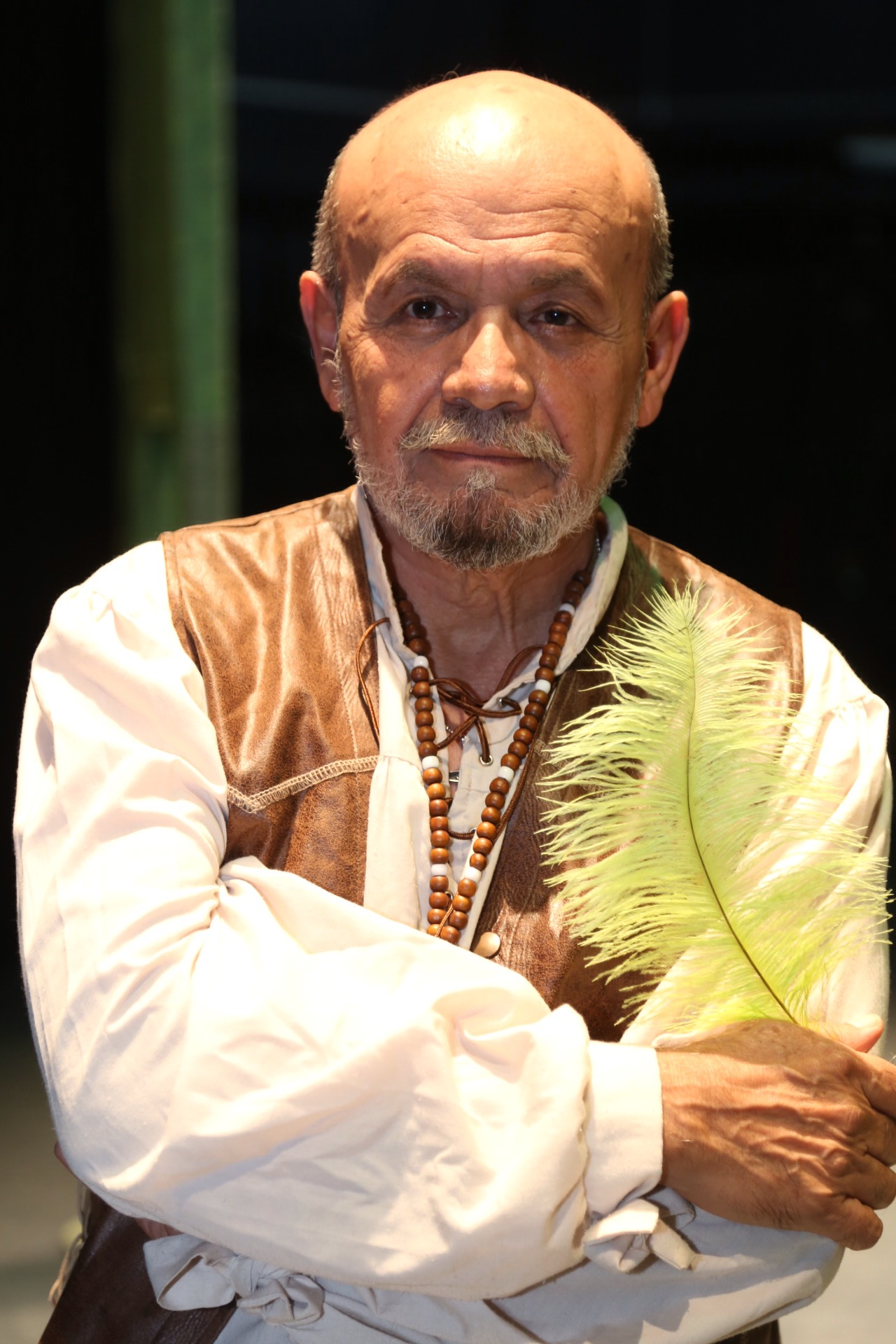
Sergio Galindo Sánchez en 2016.

Sergio Galindo Sánchez (Hermosillo, Sonora, 31 de mayo de 1951) es un actor, director de escena y dramaturgo mexicano. Fundador y director creativo de la Compañía Teatral del Norte. En 2012 ganó el Premio Nacional de Literatura "Carlos Monsiváis" y en 2016 obtuvo la Medalla Xavier Villaurrutia por su trayectoria y contribución al teatro nacional. 

## Trayectoria
Cursó la licenciatura de Filosofía en la Facultad de Filosofía y Letras de la UNAM. Inició su carrera en el teatro tomando cursos, talleres y diplomados de dramaturgia y dirección escénica de 1970 a 1980. A partir de 1972 se inicia en el teatro trabajando en los foros bajo la tutela de maestros como Julio Castillo y José Ramón Enríquez. 
Fue director de Comunicación Social y Cultura del ayuntamiento de Cajeme y director general de Casa de la Cultura de Sonora. Funda en Hermosillo El Mentidero, espacio escénico en las faldas del gran Cerro de la Campana.

## Obra
- La tercera dinastía. Dirección. Teatro Comonfort y Casa del Lago, CDMX.
- El problema es otro y El jefe, de Ignacio Solares. Codirección, Teatro Arcos caracol.  CDMX.
- Te juro Juana que tengo ganas, de Emilio Carbadillo,  adaptación y dirección, Hermosillo, Sonora.
- Cabeza para el ganado, (dramaturgia y dirección), Sonora.
- Macario, de Juan Rulfo. UNISON. Adaptación y dirección, Sonora.
- El problema es... yo. Dramaturgia y dirección. Hermosillo, Sonora.
- Rosas de roca herida, poema de José Terán, Adaptación y dirección, para televisión-Sonora.
- Diles que no me maten, de Juan Rulfo,  (Adaptación y dirección para televisión Sonora. CANAL 11-TV
- Los de hasta bajo (Sobre la huelga de Cananea), Guion y dirección para televisión. DIRTE, Sonora.
- La tuba de Goyo Trejo, Guion y dirección para televisión.-SONORA, Red  Nacional. [1]
- Entre sorbo y sorbo, Guion y dirección para radio. RADIO SONORA.
- Benjamin Hill, documental.Guion y dirección de escena para televisión UNITEC.
- La noche de los sin calzones, de Antonio González  Caballero, Adaptación y dirección. Sonora.
- Cananeas, Noroeste. Dramaturgia y dirección.
- La lucha con el ángel, de Jorge Ibargüengoitia. Dirección. Sonora.
- Rosa de dos aromas, de Emilio Carballido, Dirección, Sonora.
- Agua pasa por mi casa.Dramaturgia y dirección. Noroeste.
- Güevos Rancheros. Dramaturgia y dirección. Sonora- Noroeste.
- Dos muñecos de cuidado. Dramaturgia y dirección.Sonora.
- Más encima... el cielo. Dramaturgia y dirección.Sonora - UNAM.
- Última llamada, de Ilya Cazés. Dirección. UNAM.
- El último vaquero, Sonora. Dramaturgia, actuación y dirección. Circuito Nacional de  Monólogos-INBA-TEATRO.
- El camino rojo a Sabaiba, de Óscar Liera. Dirección. CUT-UNAM.
- ¡Juílas, que vámos lejos! Dramaturgia y direcciónSonora-Noroeste.
- Abigaelantes, poema de J. Juan Cantúa, Adaptación y dirección Sonora.
- La siembra del muerto, Dramaturgia y dirección. Muestra Nacional de Teatro,  Pachuca, Hidalgo, coproducción INBA - Compañía Teatral del Norte.
- Las Enríquez, Dramaturgia y dirección.Sonora-Noroeste.
- El apóstol Chini, Dramaturgia
- Don Pedro Barrenas. Dramaturgia y dirección.Sonora.
- Alonso del Saguaral, I Parte Luscinda, Dorotea y Cardenio, Dramaturgia y dirección.Sonora, Noroeste.
- Alonso del Saguaral, II Parte, La bella Marcela, Dramaturgia y dirección.Sonora.  Noroeste.
- Alonso del Saguaral, III Parte Las bodas de Camacho el rico, Dramaturgia y dirección.Sonora. Noroeste.
- Besito soñador.Dramaturgia. Microteatro - DF
- Latidos, Dramaturgia y dirección.Sonora.
- El mentidero de Chico Talegas. Dramaturgia. Estreno, CDMX.[2]
- De Cabora era la Santa. Teresa Urrea. Dramaturgia.
- Mis demonios nunca juraron soledad. Actuación. Largometraje por La Tuerca Films. [3]
- No ser sino parecer (Politicómico). Actor y autor., Sonora.
- La Fiebre del Oro Verde (Narcómico), Actor y autor., Sonora.
- En este pueblo no hay Cristo (catolicómico), Actor y autor., Sonora.
- La Tuba de Goyo Trejo, el Juicio, Actor y autor., Sonora.
- La hora del Bacanora. Hermosillo, Dramaturgia. Sonora. Agosto 2022[4]
- El río de la mancha. Dramaturgia. Hermosillo, Sonora. Octubre 2022

### Publicaciones
- Güevos Rancheros, CAEN Editores ,Tijuana, Baja California. 2004.
- Más encima… el cielo, Ediciones El Milagro. Colección La Centena Teatro.  CONACULTA. 2004. México, D.F.
- La siembra del muerto, Cuadernos de Dramaturgia Mexicana 8. Paso de Gato.  2007. México, D.F.
- La Revista”Paso de Gato” en su 51 Edición Coleccionable, dedica su Perbil a la  trayectoria del dramaturgo. 2012. México, D.F.
- Trilogía bajo el agua, Edición “Feria del Libro de Hermosillo, 2012". Instituto  Sonorense de Cultura. 2012. Hermosillo, Sonora.
- Bajo el agua, Trilogía de un despojo. Editorial Artibicios, Colección “Trílogos". 2013. Tijuana, Baja California.
- Locus Solus Monólogos. Selección e introducción de Edgar Chías. Ediciones El  Milagro (Nuestro teatro). México, D.F. 2013 .
- Juilas… que vamos lejos. Dramaturgia del Noroeste. Enrique Mijares (compilador).  Universidad Autónoma de Sinaloa y Universidad del Estado de Durango. 2014.

## Reconocimientos
- La Revista “Así” del Noroeste, lo designa "Valor Cultural 1985” por su aportación al  la culturasonorense.
- “Cabeza de Palenque” al Video-drama “La tuba de Goyo Trejo” de su autoría y  dirección. XII Reseña Mundial de Cine, Televisión, Música y Radio. Acapulco, 1987.
- Premio “Mejor obra de provincia, 2004” a “Más encima...el cielo” de su autoría ydirección. Asociación de Críticos y Periodistas de la Ciudad de México. ACP.
- Premio a “Mejor obra” por “Juílas que vamos lejos”. XVII Muestra Estatal de Teatro.  2005. Reconocimiento por 35 años de destacada trayectoria como dramaturgo,  actor y director de teatro por Escritores de Sonora AC. 2009.
- Premio Nacional de Literatura "Carlos Monsiváis" 2012, XVII Encuentro  Hispanoamericano de Escritores, "Horas de Junio", Universidad de Sonora.
- Desde el año 2012 y en reconocimiento a su trayectoria, el Teatro de Casa de la  Cultura de Ciudad Obregón, Sonora, lleva su nombre.
- La "Feria del Libro, Hermosillo, 2012” rinde homenaje a su trayectoria y aportación  al teatro sonorense.
- La Revista teatral Paso de Gato, en su edición 51 del 2012, dedica su Perfil en  reconocimiento a su trayectoria.
- Es fundador y a actual director de la Compañía Teatral del Norte, con 25 años de  vida independiente al 2021.
- Medalla Xavier Villaurrutia 2016 por su trayectoria y contribución al teatro nacional.
- Miembro actual del Sistema Nacional de Creadores de Arte.
- Premio Desierto Ícaro a la trayectoria 2022.[5]